# Анастасьевка (Николаевская область)
Анастасьевка (укр. Анастасівка) — село в Новобугском районе Николаевской области Украины.
Население по переписи 2001 года составляло 194 человек. Почтовый индекс — 55625. Телефонный код — 5151. Занимает площадь 0,58 км².

## Местный совет
55623, Николаевская обл., Новобугский р-н, с. Новомихайловка, ул. Ленина